# گلسنگ نقشه‌ای
گلسنگ نقشه‌ای (انگلیسی: Rhizocarpon geographicum) گونه‌ای از گلسنگ است که روی صخره‌های مناطق کوهستانی با آلودگی کم هوا رشد می‌کند. هریک از این نوع گلسنگ‌ها به صورت یک تکهٔ سبز مسطح است که با یک خط سیاه از نخینه‌های قارچی حاشیه‌بندی شده‌است. این تکه‌ها در کنار یکدیگر روییده و صورتی نقشه‌مانند درست می‌کنند.
عمر گلسنگ‌های نقشه‌ای واقع در شمالگان ۸۶۰۰ سال برآورد می‌شود که بنابر این قدیمی‌ترین موجود زنده روی زمین به‌شمار می‌آیند.
زمانی که شکل آن‌ها دایره‌ای یا تقریباً گرد باشد، از اندازه‌گیری قطر این گونه گلسنگ‌ها برای تعیین سن نسبی رسوبات استفاده می‌کنند. ازجمله برای تعیین سن یخ‌رُفت‌ها و با این کار می‌شود شواهدی از روند یخبندان‌ها پیدا کرد. به این روش، گلسنگ‌سنجی (لیکنومتری) می‌گویند. این تکنیک را بیشتر «رولاند بشل» در کوه‌های آلپ انجام داد. گلسنگ‌سنجی بر این فرض استوار است که بزرگترین گلسنگِّ روییده بر روی یک سنگ، قدیمی‌ترین گلسنگ آن است.
گلسنگ نقشه‌ای یک میزبان شناخته شده برای گونه‌ای قارچ گلسنگی به نام مولرلای کوتوله (Muellerella pygmaea) است.
در آزمایشی، گلسنگ نقشه‌ای را در یک کپسول قرار داده و به فضا پرتاب کردند. در آنجا کپسول باز شد و گلسنگ را به مدت ۱۰ روز در معرض شرایط فضای بیرون از کره زمین قرار داده و سپس به زمین بازگرداندند. گلسنگ نقشه‌ای در این آزمایش دچار تغییر یا آسیب زیادی نشد.

## پراکنش
گلسنگ نقشه‌ای پراکندگی گسترده‌ای دارد و در بیشتر مناطق سرد با سطوح سنگی در معرض دید قرار می‌گیرد. محدوده آمریکای شمالی آن شامل سیرا نوادا و جنگل‌های شمالی شمالی کانادا، گرینلند، ایسلند، فنواسکاندیا و سیبری است. در مناطق استوایی فقط در ارتفاعات بالا مانند آند پرو و کلمبیا دیده می‌شود. در جنوب، گلسنگ نقشه‌ای به‌طور گسترده در سراسر پاتاگونیا، در جزایر فالکلند، جزایر نزدیک به قطب جنوب و شبه‌جزیره جنوبگان یافت می‌شود.
در بریتانیا می‌توان آن را به‌طور معمول روی سنگ‌های سیلیسی سخت به ویژه در مناطق مرتفع یافت. دامنه آن تقریباً تمام اسکاتلند، بیشتر شمال غرب انگلستان، و سایر مناطق مرتفع در بسیاری از بقیه انگلستان، ولز و ایرلند را نیز در بر می‌گیرد. در اسپانیا عمدتاً در رشته‌های کوه سیلیسی یافت می‌شود، اگرچه گاهی اوقات می‌توان آن را در نزدیکی سطح دریا یافت، حتی در جنوب اسپانیا در پارک ملی کابو دگاتا-نیخار.